# Partisanskoje (Kaliningrad, Tschernjachowsk)
Partisanskoje (russisch Партизанское, deutsch Obszerninken, 1936–1938 Obscherninken, 1938–1945 Dachsrode, litauisch Opšrininkai) ist ein Ort in der russischen Oblast Kaliningrad. Er gehört zur kommunalen Selbstverwaltungseinheit Stadtkreis Tschernjachowsk im Rajon Tschernjachowsk.

## Geographische Lage
Partisanskoje liegt etwa 20 Kilometer nordwestlich der Rajonstadt Tschernjachowsk (Insterburg) an der Kommunalstraße 27K-125 von  Dalneje (Groß Schirrau) nach Meschduretschje (Norkitten). Ein Bahnanschluss besteht nicht.

## Geschichte
Der vor 1936 Obszerninken/Obscherninken und ab 1938 aus politisch-ideologischen Gründen Dachsrode genannte Ort bestand vor 1945 lediglich aus ein paar kleinen Höfen und Gehöften. Zwischen 1874 und 1945 war der Ort in den Amtsbezirk Weidlacken (heute russisch: Jelniki) eingegliedert, der zum Kreis Wehlau im Regierungsbezirk Königsberg der preußischen Provinz Ostpreußen gehörte.
Im Jahre 1945 kam der Ort in Folge des Zweiten Weltkriegs mit dem nördlichen Ostpreußen zur Sowjetunion. 1950 erhielt er die russische Bezeichnung Partisanskoje und wurde dem Dorfsowjet Kamenski selski Sowet im Rajon Tschernjachowsk zugeordnet. Von 2008 bis 2015 gehörte Partisanskoje zur Landgemeinde Kamenskoje selskoje posselenije und seither zum Stadtkreis Tschernjachowsk.

### Einwohnerentwicklung
| Jahr | Einwohner |
| ---- | --------- |
| 1910 | 79        |
| 1933 | 68        |
| 1939 | 65        |
| 2002 | 1         |
| 2010 | 1         |

## Kirche
Die Bevölkerung in Obszerninken resp. Dachsrode war vor 1945 fast ausnahmslos evangelischer Konfession und in das Kirchspiel der Kirche Groß Schirrau (heute russisch: Dalneje) eingepfarrt, das zum Kirchenkreis Wehlau (Snamensk) in der Kirchenprovinz Ostpreußen der Kirche der Altpreußischen Union gehörte. Heute liegt Partisanskoje im Einzugsbereich der neu entstandenen evangelisch-lutherischen Gemeinde in Talpaki (Taplacken), einer Filialgemeinde der Auferstehungskirche in Kaliningrad (Königsberg) in der Propstei Kaliningrad der Evangelisch-lutherischen Kirche Europäisches Russland.